# بنتلي 3 لتر
بنتلي 3 لتر هي سيارة رياضية من صناعة شركة بنتلي في المملكة المتحدة، وهي أول سيارة تنتجها الشركة، أنتجت في عام 1921 وتوقف إنتاجها في عام 1929.